# Øre (bagværk)
 For alternative betydninger, se Øre (flertydig). (Se også artikler, som begynder med Øre)
Et øre er en sprække, der opstår i skorpen på et brød under bagning.
Ved at ridse indsnit i dejen inden bagning kan man fastlægge, hvor der dannes ører.
I mangel af ridsning af dejen kan der opstå spontane ører ved visse dejtyper. Italiensk ciabatta har ikke ører i skorpen, hvilket skyldes den længere hævetid.